# Широкое (Ореховский район)
Широкое (укр. Широке) — село,
Омельникский сельский совет,
Ореховский район,
Запорожская область,
Украина.
Код КОАТУУ — 2323987505. Население по переписи 2001 года составляло 121 человек.

## Географическое положение
Село Широкое находится на расстоянии в 1 км от сёл Свобода и Панютино.

## История
- 1921 год — дата основания.